# Newham
Pronunciação
Newham é um borough da Região de Londres, na Inglaterra. Sua população é de 324 322 habitantes.